# Semjon Frug

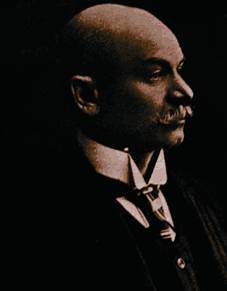
Semjon Frug

Semjon Grigorjevitj Frug (Семён Григорьевич Фруг), född 1860 i guvernementet Cherson, död 1916 i Odessa, var en rysk-judisk poet.
Frug behandlade i sina i elegisk ton hållna dikter (fyra band, 1885, 1887 och 1898 och Zionider 1902) huvudsakligen judiska ämnen från äldre och nyare tid. Bäst är han i den sentimentala lyriken; hans episka försök är totalt misslyckade, och hans judiska ballader är mestadels svaga efterbildningar av Friedrich Schiller. 
På grund av antisemitismen i Ryssland anslöt sig Frug i sin diktning till den sionistiska utvandrarrörelsen. Han skrev även på jiddisch och medarbetade under pseudonymen "Ieronym Dobryj" i ryska huvudstadstidningar med satiriska epigram och tillfällighetsdikter.